# ゲルマン・グレフ
ゲルマン・オスカロヴィチ・グレフ（ロシア語: Герман Оскарович Греф、ラテン文字表記の例：German Oskarovich Gref、1964年2月8日 - ）は、ロシアの政治家。2005年から2007年まで経済発展貿易相。急進改革派のひとり。
1964年2月8日、ソビエト連邦カザフ共和国で生まれる。1990年にオムスク大学法学部を卒業。1994年にサンクトペテルブルク大学法学部大学院を修了した。
大学院に在籍中の1994年10月から、サンクトペテルブルク市国家資産管理委員会不動産局長や一部地域の管理委員会議長を務めた。1997年6月には、サンクトペテルブルク国家資産委員会第一副議長となる。1997年9月、ヤコブレフ・サンクトペテルブルク市長の推薦により、サンクトペテルブルク副市長、国家資産委員会議長を務める。
1998年1月にロシア連邦国家資産省に入省し、8月に同省第一次官に就任する。また、サンクトペテルブルク港株式会社、スビャージインベスト、ガスプロムなどの企業の役員も歴任した。1999年12月、プーチン政権のブレーンとして、戦略研究センター所長となり、プーチンが大統領に就任した、2000年5月より経済発展貿易相に任命された。
グレフはリベラルな経済改革を志向し、プーチン政権下で、経済政策を担当している。また、「中期社会経済発展プログラム」を策定し、法人税の税率引き下げや、土地の私有と売買の自由化など経済改革を推進した。
2007年9月のヴィクトル・ズプコフ内閣の組閣に当たっては、グレフは経済発展貿易相を外れた。
2007年12月よりズベルバンクCEOに就任。2019年12月に3期目の期日を迎える。